# 硝酸鉄(III)
硝酸鉄(III)（しょうさんてつ(III)、Iron(III) nitrate）は、化学式Fe(NO3)3で表される化合物である。硝酸第二鉄ともいうがこの呼び方は推奨されない。一般的なのは、無色に近い紫色の単斜晶系結晶の九水和物で、条件によっては無色の立方晶系結晶の六水和物も析出する。

## 九水和物
九水和物は化学式{\displaystyle {\ce {[Fe(H2O)6](NO3)3\cdot 3H2O}}} の化合物。CAS登録番号は[7782-61-8]。鉄を濃硝酸で溶解させると得られる。潮解性があり、水に溶けやすい。融点 47.2℃ 。水への溶解度は0℃で67.1g、25℃で87.2g（いずれも無水物換算値）。潮解性が著しく，空気中で褐色の液体となる。褐色化するのは加水分解により、一部塩基性硝酸鉄を生じているためと考えられる。加熱すると50℃以上で硝酸が分解により発生し、赤熱すると水および酸化窒素を発して酸化鉄(III)Fe2O3となる。水，エタノール，アセトンに易溶。紫外線照射で分解し、酸素を発して硝酸鉄(II)を生成する。媒染剤，絹の増量剤，なめし剤，分析試薬等に用いられる。

## 六水和物
六水和物は九水和物を発煙硝酸に飽和させて五酸化二窒素を作用させる方法や、融解させた九水和物に無水硝酸を加える方法で得られる。融点 35 - 40℃ 。潮解性が著しく水、エタノール、アセトンに易溶なのは九水和物と同じである。